# Poříčany (stacja kolejowa)
Poříčany – stacja kolejowa w miejscowości Poříčany, w kraju środkowoczeskim, w Czechach. Położona na linii kolejowej 011 Praga - Kolín na wysokości 225 m n.p.m.. 
Na stacji istnieje możliwość zakupu biletów i rezerwacji miejsc na wszystkie pociągi.

## Linie kolejowe
- 011 Praha - Kolín
- 060 Poříčany - Nymburk